# 1-й Новотихвинский переулок
Пе́рвый Новоти́хвинский переулок — небольшая улица на севере Москвы в районе Марьина Роща Северо-Восточного административного округа, соединяет улицу Двинцев и Новотихвинскую улицу. До 1925 года — Новотихвинский проезд (назван по 1-й и 2-й Новотихвинским улицам, которые соединял: 1-я в 1967 году была переименована в улицу Двинцев). 2-й Новотихвинский переулок ныне упразднён.